# Gunnar Hellgren
Gunnar Hellgren, född 26 maj 1925 i Skövde, död 26 september 2016, var en svensk jurist som var lagman i Alingsås tingsrätt från 1980 till 1992.
Hellgren blev juris kandidat vid Uppsala universitet 1949 och genomförde sin tingstjänstgöring 1950–1952 innan han 1953 blev fiskal i hovrätten för Västra Sverige. Han blev tingsdomare i Älvdals och Nyeds domsaga 1965 och var tillförordnad häradshövding i Marks domsaga 1966-1970. Han var rådman i Alingsås tingsrätt 1971-1980 och lagman där 1980-1992.
Hellgren var son till kontraktsprost K A Hellgren och hans maka Gunhild, född Timmer. Han var från 1956 gift med Kerstin, född Wimby 1925.